# Lista de municípios da Paraíba por IDH-M

Mapa do IDH da Paraíba.Legenda:
Muito alto (nenhum município)
Alto (5 municípios)
Médio (66 municípios)
Baixo (152 municípios)
Muito baixo (nenhum município)

Esta é uma lista de municípios do estado da Paraíba por Índice de Desenvolvimento Humano (IDH), segundo dados do Programa da Nações Unidas para o Desenvolvimento (PNUD) datados do ano 2010. De acordo com os dados de 2010, o município com o maior Índice de Desenvolvimento Humano no estado da Paraíba era João Pessoa, com um índice de 0,763 (considerado alto), e o município com o menor índice foi Gado Bravo, com um índice de 0,512 (considerado baixo). De todos os municípios do estado, nenhum município registrou um IDH muito alto, enquanto 5 apresentaram um IDH alto, 66 municípios IDH médio, 152 IDH baixo, e nenhum município IDH muito baixo.
O cálculo do índice é composto a partir de dados de expectativa de vida ao nascer (IDH-L), educação (IDH-E), e PIB em Paridade do Poder de Compra per capita (IDH-R) recolhidos em nível nacional ou regional, e possui o objetivo de medir o padrão de vida. O índice foi desenvolvido em 1990 pelos economistas Amartya Sen e Mahbub ul Haq, e vem sendo usado desde 1993 pelo Programa das Nações Unidas para o Desenvolvimento (PNUD).
O Índice de Desenvolvimento Humano varia de 0 até 1, e nesta lista é dividido em cinco categorias: IDH muito alto (0,800 – 1,000), IDH alto (0,700 – 0,799), IDH médio (0,600  0,699), IDH baixo (0,500 – 0,599) e IDH muito baixo (0,000 – 0,499).

## Lista
| Posição no Estado | Municípios                     | Dados de 2010    |
| Posição no Estado | Municípios                     | IDH municipal    |
| IDH-M muito alto  | IDH-M muito alto               | IDH-M muito alto |
| ----------------- | ------------------------------ | ---------------- |
| nenhum município  |                                |                  |
| IDH-M alto        |                                |                  |
| 1                 | João Pessoa                    | 0,763            |
| 2                 | Cabedelo                       | 0,748            |
| 3                 | Campina Grande                 | 0,720            |
| 4                 | Várzea                         | 0,707            |
| 5                 | Patos                          | 0,701            |
| IDH-M médio       |                                |                  |
| 6                 | Santa Luzia                    | 0,682            |
| 7                 | Cajazeiras                     | 0,679            |
| 8                 | Guarabira                      | 0,673            |
| 9                 | Sousa                          | 0,668            |
| 10                | Bayeux                         | 0,649            |
| 10                | Boa Vista                      | 0,649            |
| 12                | Malta                          | 0,642            |
| 13                | São Mamede                     | 0,641            |
| 13                | Frei Martinho                  | 0,641            |
| 13                | Coxixola                       | 0,641            |
| 16                | Catolé do Rocha                | 0,640            |
| 17                | Uiraúna                        | 0,636            |
| 18                | Pombal                         | 0,634            |
| 19                | Congo                          | 0,631            |
| 20                | Serra Branca                   | 0,628            |
| 21                | Monteiro                       | 0,628            |
| 22                | Santa Rita                     | 0,627            |
| 22                | Lagoa Seca                     | 0,627            |
| 22                | Santa Teresinha                | 0,627            |
| 22                | Sumé                           | 0,627            |
| 25                | Serra da Raiz                  | 0,626            |
| 26                | Gurjão                         | 0,625            |
| 27                | Caturité                       | 0,623            |
| 27                | Zabelê                         | 0,623            |
| 27                | Esperança                      | 0,623            |
| 30                | Santarém                       | 0,622            |
| 30                | Quixabá                        | 0,622            |
| 30                | São João do Cariri             | 0,622            |
| 33                | Sertãozinho                    | 0,621            |
| 33                | Piancó                         | 0,621            |
| 35                | Passagem                       | 0,620            |
| 36                | Brejo dos Santos               | 0,619            |
| 37                | Conde                          | 0,618            |
| 37                | Santa Cruz                     | 0,618            |
| 39                | Coremas                        | 0,617            |
| 39                | Junco do Seridó                | 0,617            |
| 39                | São José do Sabugi             | 0,617            |
| 42                | Soledade                       | 0,616            |
| 43                | Itaporanga                     | 0,615            |
| 44                | Ouro Velho                     | 0,614            |
| 45                | Itabaiana                      | 0,613            |
| 46                | Poço de José de Moura          | 0,612            |
| 47                | Cabaceiras                     | 0,611            |
| 48                | Igaracy                        | 0,610            |
| 49                | Triunfo                        | 0,609            |
| 49                | Assunção                       | 0,609            |
| 49                | Santa Helena                   | 0,609            |
| 52                | Queimadas                      | 0,608            |
| 52                | Prata                          | 0,608            |
| 52                | São João do Rio do Peixe       | 0,608            |
| 52                | Areial                         | 0,608            |
| 52                | Marizópolis                    | 0,608            |
| 52                | Picuí                          | 0,608            |
| 58                | Remígio                        | 0,607            |
| 58                | Boqueirão                      | 0, 607           |
| 60                | Princesa Isabel                | 0,606            |
| 60                | Amparo                         | 0,606            |
| 60                | Curral Velho                   | 0,606            |
| 60                | São Bentinho                   | 0,606            |
| 64                | Teixeira                       | 0,605            |
| 65                | Carrapateira                   | 0,603            |
| 65                | Jericó                         | 0,603            |
| 65                | Olivedos                       | 0, 603           |
| 65                | Duas Estradas                  | 0,603            |
| 69                | Caaporã                        | 0,602            |
| 70                | Nova Floresta                  | 0,601            |
| 71                | Santo André                    | 0,600            |
| IDH-M baixo       |                                |                  |
| 72                | Boa Ventura                    | 0,599            |
| 72                | Pedra Branca                   | 0,599            |
| 74                | Brejo do Cruz                  | 0,597            |
| 74                | Aguiar                         | 0,597            |
| 74                | Bom Jesus                      | 0,597            |
| 77                | Cacimba de Areia               | 0,596            |
| 78                | Solânea                        | 0,595            |
| 78                | Alagoinha                      | 0,595            |
| 78                | Pirpirituba                    | 0,595            |
| 78                | Emas                           | 0,595            |
| 78                | Nova Palmeira                  | 0,595            |
| 83                | Areia                          | 0,594            |
| 83                | Condado                        | 0,594            |
| 83                | Santana dos Garrotes           | 0,594            |
| 83                | Riacho de Santo Antônio        | 0,594            |
| 83                | São Sebastião de Lagoa de Roça | 0,594            |
| 88                | Diamante                       | 0,593            |
| 89                | Puxinanã                       | 0,592            |
| 89                | Conceição                      | 0,592            |
| 89                | Belém                          | 0,592            |
| 89                | Caiçara                        | 0,592            |
| 89                | Ingá                           | 0,592            |
| 89                | Bom Sucesso                    | 0,592            |
| 95                | Pocinhos                       | 0,591            |
| 95                | São José de Piranhas           | 0,591            |
| 95                | Cuité                          | 0,591            |
| 98                | Montadas                       | 0,590            |
| 98                | Pedras de Fogo                 | 0,590            |
| 100               | São Domingos do Cariri         | 0,589            |
| 101               | Paulista                       | 0,587            |
| 101               | Cachoeira dos Índios           | 0,587            |
| 101               | Monte Horebe                   | 0,587            |
| 104               | Ibiara                         | 0,586            |
| 104               | Tavares                        | 0,586            |
| 104               | Serra Grande                   | 0,586            |
| 107               | Mamanguape                     | 0,585            |
| 107               | Caraúbas                       | 0,585            |
| 107               | Rio Tinto                      | 0,585            |
| 110               | Umbuzeiro                      | 0,584            |
| 110               | Parari                         | 0,584            |
| 112               | Lucena                         | 0,583            |
| 112               | Logradouro                     | 0,583            |
| 114               | Alagoa Grande                  | 0,582            |
| 114               | Alhandra                       | 0,582            |
| 116               | Tenório                        | 0,581            |
| 116               | Baía da Traição                | 0,581            |
| 116               | São Sebastião do Umbuzeiro     | 0,581            |
| 116               | São José do Brejo do Cruz      | 0,581            |
| 121               | São Francisco                  | 0,580            |
| 121               | São Bento                      | 0,580            |
| 121               | Desterro                       | 0,580            |
| 124               | Juarez Távora                  | 0,579            |
| 124               | Pilar                          | 0,579            |
| 126               | Alcantil                       | 0,578            |
| 126               | Aparecida                      | 0,578            |
| 126               | Belém do Brejo do Cruz         | 0,578            |
| 126               | Taperoá                        | 0,578            |
| 126               | São José do Bonfim             | 0,578            |
| 131               | São José de Espinharas         | 0,577            |
| 132               | Alagoa Nova                    | 0,576            |
| 133               | Pedra Lavrada                  | 0,574            |
| 133               | Bonito de Santa Fé             | 0,574            |
| 133               | Catingueira                    | 0,574            |
| 133               | Mogeiro                        | 0,574            |
| 133               | Riachão                        | 0,574            |
| 138               | Sossêgo                        | 0,573            |
| 138               | Nova Olinda                    | 0,573            |
| 138               | Sobrado                        | 0,573            |
| 141               | Água Branca                    | 0,572            |
| 141               | Maturéia                       | 0,572            |
| 141               | Santa Inês                     | 0,572            |
| 141               | Barra de São Miguel            | 0,572            |
| 141               | Olho D'Água                    | 0,572            |
| 146               | Vieirópolis                    | 0,571            |
| 147               | Serra Redonda                  | 0,570            |
| 147               | Pitimbu                        | 0,570            |
| 147               | Lagoa de Dentro                | 0,570            |
| 147               | Juru                           | 0,570            |
| 147               | Cuitegi                        | 0,570            |
| 152               | Sapé                           | 0,569            |
| 153               | Riacho dos Cavalos             | 0,568            |
| 153               | Salgado de São Félix           | 0,568            |
| 153               | Caldas Brandão                 | 0,568            |
| 153               | Bananeiras                     | 0,568            |
| 157               | Barra de Santana               | 0,567            |
| 157               | Massaranduba                   | 0,567            |
| 157               | Camalaú                        | 0,567            |
| 157               | Araruna                        | 0,567            |
| 157               | Juazeirinho                    | 0,567            |
| 162               | Cubati                         | 0,566            |
| 162               | Vista Serrana                  | 0,566            |
| 162               | Livramento                     | 0,566            |
| 165               | São José de Caiana             | 0,565            |
| 165               | Mato Grosso                    | 0,565            |
| 165               | Mulungu                        | 0,565            |
| 165               | São José de Princesa           | 0,565            |
| 169               | Cacimba de Dentro              | 0,564            |
| 169               | Pilõezinhos                    | 0,564            |
| 169               | Itapororoca                    | 0,564            |
| 172               | Salgadinho                     | 0,563            |
| 172               | Lagoa                          | 0,563            |
| 174               | Areia de Baraúnas              | 0,562            |
| 174               | Barra de Santa Rosa            | 0,562            |
| 174               | Nazarezinho                    | 0,562            |
| 174               | Itatuba                        | 0,562            |
| 178               | Pilões                         | 0,560            |
| 178               | Fagundes                       | 0,560            |
| 180               | Borborema                      | 0,558            |
| 180               | Bernardino Batista             | 0,558            |
| 180               | Baraúna                        | 0,558            |
| 180               | Jacaraú                        | 0,558            |
| 184               | Imaculada                      | 0,557            |
| 185               | São José dos Cordeiros         | 0,556            |
| 185               | Gurinhém                       | 0,556            |
| 187               | Riachão do Poço                | 0,555            |
| 187               | Seridó                         | 0,555            |
| 189               | Riachão do Bacamarte           | 0,553            |
| 190               | Cruz do Espírito Santo         | 0,552            |
| 190               | São João do Tigre              | 0,552            |
| 192               | Tacima                         | 0,551            |
| 193               | Cajazeirinhas                  | 0,550            |
| 194               | Araçagi                        | 0,549            |
| 195               | Aroeiras                       | 0,548            |
| 195               | São Domingos                   | 0,548            |
| 195               | Algodão de Jandaíra            | 0,548            |
| 195               | Mari                           | 0,548            |
| 195               | São Miguel de Taipu            | 0,548            |
| 195               | Juripiranga                    | 0,548            |
| 195               | Arara                          | 0,548            |
| 202               | Serraria                       | 0,547            |
| 203               | Dona Inês                      | 0,545            |
| 204               | Manaíra                        | 0,543            |
| 205               | Mãe D'Água                     | 0,542            |
| 205               | Pedro Régis                    | 0,542            |
| 207               | Natuba                         | 0,541            |
| 207               | Matinhas                       | 0,541            |
| 207               | São José dos Ramos             | 0,541            |
| 210               | Mataraca                       | 0,536            |
| 211               | Santana de Mangueira           | 0,535            |
| 212               | Lastro                         | 0,533            |
| 212               | Capim                          | 0,533            |
| 214               | São José da Lagoa Tapada       | 0,530            |
| 215               | Marcação                       | 0,529            |
| 215               | Curral de Cima                 | 0,529            |
| 217               | Santa Cecília                  | 0,525            |
| 217               | Poço Dantas                    | 0,525            |
| 219               | Cuité de Mamanguape            | 0,524            |
| 220               | Cacimbas                       | 0,523            |
| 221               | Damião                         | 0,521            |
| 222               | Casserengue                    | 0,514            |
| 223               | Gado Bravo                     | 0,513            |
| IDH-M muito baixo |                                |                  |
| nenhum município  |                                |                  |

## Evolução do IDH
| IDH  | Muito Alto | Alto | Médio | Baixo | Muito Baixo |
| ---- | ---------- | ---- | ----- | ----- | ----------- |
| 1991 | 0          | 0    | 0     | 1     | 222         |
| 2000 | 0          | 0    | 2     | 8     | 213         |
| 2010 | 0          | 5    | 66    | 152   | 0           |